# Sulfotransferasen
Sulfotransferasen  (EC 2.8.2.-) sind Enzyme, die Sulfogruppen übertragen. Sie kommen bei Eubakterien und Eukaryoten vor und  werden in Membran-assoziierte und lösliche Sulfotransferasen unterteilt.

## Reaktion
Sulfotransferasen übertragen die Sulfogruppe vom Kosubstrat 3′-Phosphoadenosin-5′-phosphosulfat (PAPS) auf Akzeptorgruppen wie Hydroxygruppe oder Amine verschiedener Substrate. Dabei  entsteht 3′-Phosphoadenosin-5′-phosphat (PAP). Da als Substrate häufig Alkohole (R-OH) durch Sulfotransferasen sulfoniert werden und somit als Produkte Sulfatester (R-OSO3−) entstehen, spricht man häufig, aber biochemisch nicht ganz korrekt von einer Sulfatierung.
{\displaystyle \mathrm {PAPS+R{\text{-}}OH\longrightarrow PAP+R{\text{-}}OSO_{3}^{-}} }
Neben Sauerstofffunktionen können z. B. auch Stickstofffunktionen sulfoniert werden: So wird Anilin (Ar-NH2) durch Sulfotransferasen sulfoniert, wobei als Produkt das Sulfonamin des Anilins (Ar-NH-SO3−) gebildet wird und nicht etwa ein Sulfat. Bei Tieren wirken die Enzyme als Homodimer und Heterodimer, bei den Pflanzen als Monomer.

## Vorkommen und Funktion
Aufgrund ihres Vorkommens in der Zelle werden die Sulfotransferasen in zwei Gruppen unterteilt. Gruppe 1 bilden Membran-assoziierte Sulfotransferasen, die Makromoleküle wie z. B. Proteine und Glycosaminoglycane akzeptieren. Enzyme dieser Gruppe wurden bei Tieren und Pflanzen gefunden. Mitglieder der zweiten Gruppe sind lösliche Sulfotransferasen, sie akzeptieren kleine organische Moleküle wie Flavonoide, Steroide, Neurotransmitter und Xenobiotika. Mitglieder der zweiten Gruppe werden aufgrund ihrer Funktion wiederum in zwei  Untergruppen unterteilt. Enzyme der ersten Untergruppe haben eine Funktion in der Entgiftung, die der zweiten Untergruppe sind an metabolischen Prozessen wie z. B. der Inaktivierung von Steroiden beteiligt. Die erste Gruppe nutzt ein weites Spektrum an Substraten, die zweite Gruppe ist dagegen hoch spezifisch für ihr Substrat.